# 秦臧县
秦臧县，西汉至南朝齐、梁时期的县，在今云南省禄丰市、富民县一带，具体地点尚无定论。

## 历史
汉武帝元封二年（前109年）开益州郡，设秦臧县，境内有牛兰山（今禄丰市九龙山），为“即水”（绿汁江）的源头。东汉仍属益州郡。三国蜀汉改益州郡为建宁郡，秦臧改属建宁。西晋泰始七年（271年），武帝划建宁、兴古、云南、永昌四郡设立宁州，秦臧县属宁州建宁郡。太安二年（303年），晋惠帝分建宁以西七县另立为益州郡，秦臧县改属益州郡，永嘉二年（308年）改益州郡为晋宁郡。南朝宋、齐属晋宁郡，齐时南中各地已被大姓爨氏控制，萧梁仅能遥领宁州，到陈朝即不再统治宁州。
东晋时，由于兄长建宁功曹周悦被宁州刺史王逊所杀，秦臧长周昺曾与叟人酋长合谋，意图刺杀王逊，改立前建宁太守赵混之子赵涛，事情败露后，周昺、赵涛被王逊先行杀害。
2021年，河泊所遗址考古挖掘出有关秦臧县的实物材料，有“秦臧长印”封泥、含“秦臧”字样简牍等。

## 地望
唐《蛮书》称秦臧南部有少数民族“独锦蛮”，距安宁两日路程。《读史方舆纪要》将秦臧县定于清代云南府西部；汪士铎、谢钟英、任乃强、刘琳、《中国历史地图集》定于禄丰县城；谭其骧主编《正史地理志汇释丛刊》定于禄丰县东或东北；郭声波定于禄丰东境勤丰镇北之古城村；《大清一统志》《道光云南通志稿》定于富民县；钱坫定于富民县西；杨守敬在《前汉地理图》中将秦臧标于禄丰县城，又在《水经注疏》中认为秦臧在富民县西北；吕调阳定于罗次县。

## 引用
1. ↑  方国瑜（1987年），第64页
2. 1 2 3  任乃强（1987年），第272页
3. ↑  汉书，卷二十八上·地理志八上，第1601页："益州郡，武帝元封二年开。莽曰就新，属益州。……县二十四：……秦臧，牛兰山，即水所出，南至双柏入僕，行八百二十里。"
4. ↑  后汉书，志二十三·郡国五，第3512-3513页："益州郡，武帝置。……秦臧。"
5. ↑  晋书，卷十四·地理上，第441页："建宁郡，蜀置，统县十七，户二万九千。味、昆泽、存䣖、新定、谈槀、母单、同濑、漏江、牧麻、谷昌、连然、秦臧、双柏、俞元、修云、泠丘、滇池。"
6. ↑  晋书，卷十四·地理上，第440页："泰始七年，武帝以益州地广，分益州之建宁、兴古、云南、交州之永昌，合四郡为宁州，统县四十五，户八万三千。"
7. ↑  晋书，卷十四·地理上，第441页："太康三年，武帝又废宁州入益州，立南夷校尉以护之。太安二年，惠帝复置宁州，又分建宁以西七县别立为益州郡。永嘉二年，改益州郡曰晋宁，分牂柯立平夷、夜郎二郡。"
8. ↑  宋书，卷三十八·州郡四，第1183页："晋宁太守，晋惠帝太安二年，分建宁西七县为益州郡，晋怀帝更名。……秦臧长，汉旧县，属益州郡，晋太康地志属建宁。"
9. ↑  南齐书，卷十五·州郡下，第304页："宁州，镇建宁郡，本益州南中，诸葛亮所谓不毛之地也。……晋宁郡：建伶、连然、滇池、俞元、谷昌、秦臧、双柏。"
10. ↑  尤中（1990年），第86-89页
11. ↑  《华阳国志》，卷四·南中志，引自任乃强 1987，第256-257頁："朝廷以广汉太守魏兴王逊为南夷校尉、宁州刺史，代毅。自永嘉元年受除，四年乃至。遥举建宁董敏为秀才。郡久无太守，功曹周悦行郡事，轻敏，不下其板。逊至，怒，杀悦。悦弟秦臧长周昺，合夷叟谋：以赵涛父混昔为建宁，有德惠，欲杀逊树涛。逊诛之，并杀涛。"
12. ↑  晋书，卷八十一·王逊传，第2109-2110页："逊未到州，遥举董联为秀才，建甯功曹周悦谓联非才，不下版檄。逊既到，收悦杀之。悦弟潜谋杀逊，以前建甯太守赵混子涛代为刺史。事觉，并诛之。"
13. ↑  伍晓阳; 严勇. . 新华每日电讯. 2024-05-21  [2025-06-28].
14. ↑  蛮书，卷四·名类，第88-89页："独锦蛮者，乌蛮之苗裔也。在秦藏川南，去安宁两日程。"
15. ↑  读史方舆纪要，卷一百一十四·云南府，第5062页："秦臧城，在府西。汉县，属益州郡，后汉因之。晋属建宁郡，南渡后属晋宁郡，宋、齐因之，后废。唐复置秦臧县，属昆州，天宝中没于南诏。"
16. ↑  汪士铎《汉志释地略》，引自史记两汉书三史 补编，第三册，第62页："秦臧，禄丰。"
17. ↑  谢钟英《补三国疆域志补注》，引自三国志补编，第523页："秦臧，两汉志属益州，一统志在富民县，府志在云南府城西北，汪士铎曰今禄丰县治。钟英按皆无确据，姑从汪说。"
18. ↑  刘琳（1984年），第401页
19. ↑  谭其骧（1982年），第55-56页
20. ↑  周振鹤（2006年），第324页
21. ↑  钱林书（2007年），第322页
22. ↑  孟刚 & 邹逸麟（2018年），第417页
23. ↑  胡阿祥（2006年），第280页
24. ↑  郭声波 & 鲁延召（2009年），第48页
25. ↑  大清一统志，第11册，卷四七六，第398页："富民县……汉置秦臧县，属益州郡，后汉因之，晋属晋宁郡，宋齐因之，梁后没于蛮。"
26. ↑  道光云南通志稿，卷三十二，建置志一之二·沿革二，第九页："益州郡秦臧 谨案：秦臧自来地志俱属富民县，考《地理志》秦臧县注云：“牛兰山，即水所出，南至双柏入僕，行八百二十里。”案：云南府南流之水惟星宿江，僕水其即礼社江，与牛兰山当即今武定、罗次界上之百花山。则秦臧实兼有今罗次、禄丰及武定、禄劝南境地，不仅富民一县。"
27. ↑  新斠注地理志，卷十一，第三十一页："秦臧，应今云南府富民县西地。"
28. ↑  杨守敬 1981，《前汉地理图》南七卷·西四，第七十四页
29. ↑  杨守敬 1989，第2767页："水出秦臧县牛栏山，朱臧作藏，《笺》曰：《汉志》作臧。戴、赵改。守敬按：前汉置县，属益州郡，后汉因，蜀属建宁郡，晋同，后属益州郡，又属晋宁郡，宋、齐同，梁末荒废。在今富民县西北。"
30. ↑  吕调阳《汉书地理志详释》，引自史记两汉书三史 补编，第三册，第36-37页："秦臧，今罗次县……"